# Браян Лоутон
Браян Лоутон (англ. Brian Lawton, нар. 29 червня 1965, Нью-Брансвік) — колишній американський хокеїст, що грав на позиції крайнього нападника. Грав за збірну команду США.

## Ігрова кар'єра
Хокейну кар'єру розпочав 1983 року виступами за команду «Міннесота Норт-Старс» в НХЛ.
1983 року був обраний на драфті НХЛ під 1-м загальним номером командою «Міннесота Норт-Старс».
Протягом професійної клубної ігрової кар'єри, що тривала 11 років, захищав кольори команд «Міннесота Норт-Старс», «Нью-Йорк Рейнджерс», «Гартфорд Вейлерс», «Квебек Нордікс», «Бостон Брюїнс» та «Сан-Хосе Шаркс».
Загалом провів 494 матчі в НХЛ, включаючи 11 ігор плей-оф Кубка Стенлі.
Виступав за збірну США.

## Статистика
| Сезон        | Клуб                   | Ліга         | Регулярний сезон | Регулярний сезон | Регулярний сезон | Регулярний сезон | Регулярний сезон | Плей-оф | Плей-оф | Плей-оф | Плей-оф | Плей-оф |
| Сезон        | Клуб                   | Ліга         | І                | Г                | П                | О                | ШХ               | І       | Г       | П       | О       | ШХ      |
| ------------ | ---------------------- | ------------ | ---------------- | ---------------- | ---------------- | ---------------- | ---------------- | ------- | ------- | ------- | ------- | ------- |
| 1983–84      | «Міннесота Норт-Старс» | НХЛ          | 58               | 10               | 21               | 31               | 33               | 5       | 0       | 0       | 0       | 10      |
| 1984–85      | «Міннесота Норт-Старс» | НХЛ          | 40               | 5                | 6                | 11               | 24               | —       | —       | —       | —       | —       |
| 1984–85      | «Спрінгфілд Індіанс»   | АХЛ          | 42               | 14               | 28               | 42               | 37               | 4       | 1       | 1       | 2       | 2       |
| 1985–86      | «Міннесота Норт-Старс» | НХЛ          | 65               | 18               | 17               | 35               | 36               | 3       | 0       | 1       | 1       | 2       |
| 1986–87      | «Міннесота Норт-Старс» | НХЛ          | 66               | 21               | 23               | 44               | 86               | —       | —       | —       | —       | —       |
| 1987–88      | «Міннесота Норт-Старс» | НХЛ          | 74               | 17               | 24               | 41               | 71               | —       | —       | —       | —       | —       |
| 1988–89      | «Нью-Йорк Рейнджерс»   | НХЛ          | 30               | 7                | 10               | 17               | 39               | —       | —       | —       | —       | —       |
| 1988–89      | «Гартфорд Вейлерс»     | НХЛ          | 35               | 10               | 16               | 26               | 28               | 3       | 1       | 0       | 1       | 0       |
| 1989–90      | «Мен Марінерс»         | АХЛ          | 5                | 0                | 0                | 0                | 14               | —       | —       | —       | —       | —       |
| 1989–90      | «Гартфорд Вейлерс»     | НХЛ          | 13               | 2                | 1                | 3                | 6                | —       | —       | —       | —       | —       |
| 1989–90      | «Квебек Нордікс»       | НХЛ          | 14               | 5                | 6                | 11               | 10               | —       | —       | —       | —       | —       |
| 1989–90      | «Бостон Брюїнс»        | НХЛ          | 8                | 0                | 0                | 0                | 14               | —       | —       | —       | —       | —       |
| 1990–91      | «Фінікс Роадраннерс»   | ІХЛ          | 63               | 26               | 40               | 66               | 108              | 11      | 4       | 9       | 13      | 40      |
| 1991–92      | «Сан-Хосе Шаркс»       | НХЛ          | 59               | 15               | 22               | 37               | 42               | —       | —       | —       | —       | —       |
| 1992–93      | «Канзас-Сіті Блейдс»   | ІХЛ          | 9                | 6                | 4                | 10               | 10               | —       | —       | —       | —       | —       |
| 1992–93      | «Сан-Хосе Шаркс»       | НХЛ          | 21               | 2                | 8                | 10               | 12               | —       | —       | —       | —       | —       |
| 1992–93      | «Цинциннаті Сайклонс»  | ІХЛ          | 17               | 5                | 11               | 16               | 30               | —       | —       | —       | —       | —       |
| Усього в НХЛ | Усього в НХЛ           | Усього в НХЛ | 483              | 112              | 154              | 266              | 401              | 11      | 1       | 1       | 2       | 12      |